# Sliotar (zespół muzyczny)
Sliotar – trzyosobowa grupa muzyków z Dublina, grająca tradycyjną muzykę irlandzką.

## Skład
- Des Gorevan - bębny, Bodhran, perkusja;
- Ray MacCormac - flety, uilleann pipes oraz wokal;
- J.P. Kallio - gitary, bouzouki, kantele oraz wokal.

## Dyskografia
- Bi Liom Bi
- The Porterhouse Sessions
- Crew of Three